# أندريه سيلفا (لاعب كرة قدم)
أندريه سيلفا هو لاعب كرة قدم برازيلي في مركز الوسط، ولد في 3 يونيو 1997 في تابواو دا سيرا في البرازيل. لعب مع نادي ريو أفي.